# Strzaliny
Strzaliny (deutsch Strahlenberg) ist ein Dorf in der Gmina (Landgemeinde) Tuczno (Tütz) im Powiat Wałecki (Kroner Kreis) der polnischen Woiwodschaft Westpommern.

## Geographische Lage
Das Kirchdorf liegt nordöstlich des Lüptow-Sees, etwa zwanzig Kilometer südöstlich von Wałcz (Krone), fünf Kilometer östlich von Tuczno und vier Kilometer südlich von Zdbowo (Stibbe).

## Geschichte

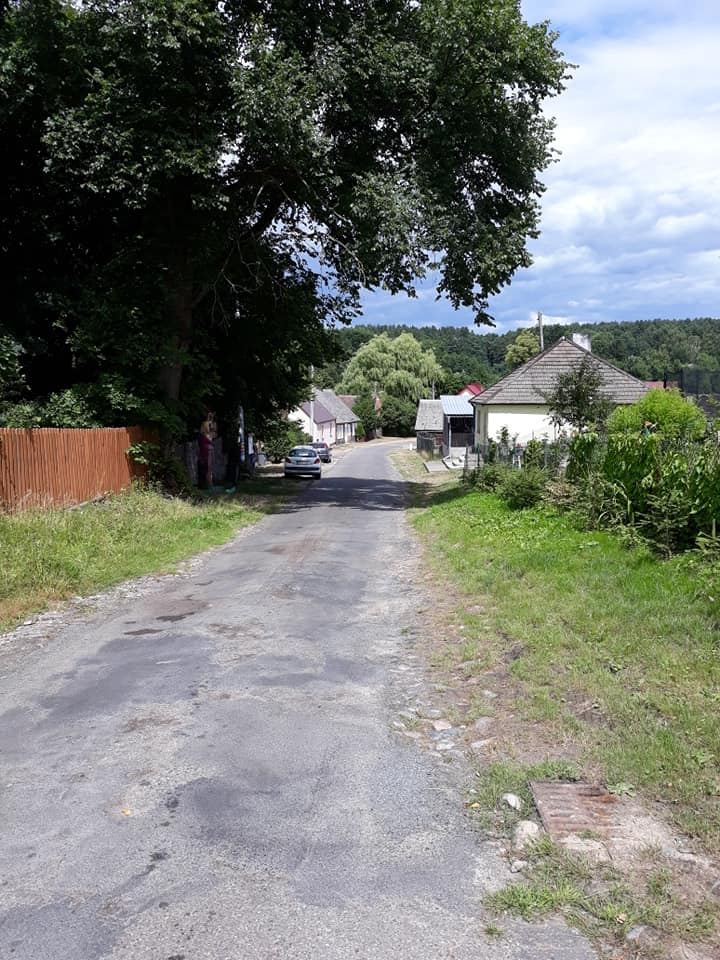
Dorfstraße (2018)

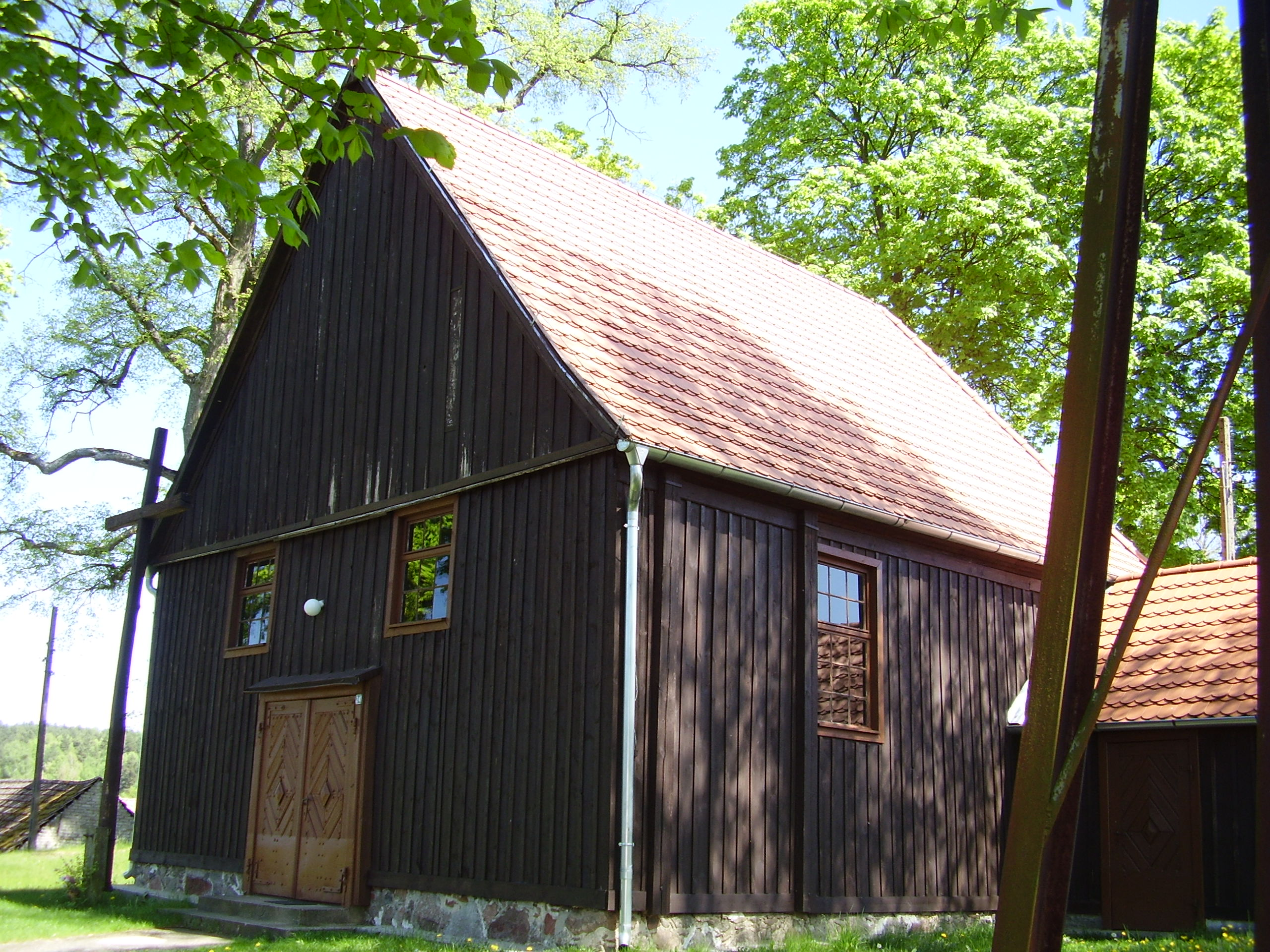
Dorfkirche, bis 1945 Gotteshaus der katholischen Gemeinde Strahlenberg (2008)

Die Grenzregion des Netzedistrikts, in der das Dorf liegt, hatte ursprünglich zum Herzogtum Pommern gehört, war vorübergehend unter polnische Herrschaft gelangt und dann an die Markgrafen von Brandenburg gekommen. Im Rahmen der Ersten Teilung Polen-Litauens kam das Dorf 1772 zusammen mit dem Landkreis Deutsch Krone an Preußen. 
Ältere Ortsbezeichnungen sind Stanenberg (1337) und Stralembergk (1590, 1641), neupolnisch Strzały. 1337 lag das Dorf mit seinen 64 Hufen wüst. 1772 gehörte es dem Grafen von Skoraczewski, der hier einen Pächter hatte.
Die Gemeinde Strahlenberg hatte um 1930 eine 9,6 km² große Gemarkungsfläche, und auf dem Gemeindegebiet, in dem Strahlenberg der einzige Wohnplatz war, standen insgesamt 47 bewohnte Wohnhäuser.
Im Jahr 1945 gehörte Strahlenberg zum Landkreis Deutsch Krone im Regierungsbezirk Grenzmark Posen-Westpreußen der preußischen Provinz Pommern des Deutschen Reichs. Strahlenberg war dem Amtsbezirk Stibbe zugeordnet.
Im Februar 1945 wurde Strahlenberg von der Roten Armee besetzt. Nach Beendigung der Kampfhandlungen wurde die Region seitens der sowjetischen Besatzungsmacht zusammen mit ganz Hinterpommern und der südlichen Hälfte Ostpreußens – militärische Sperrgebiete ausgenommen – der Volksrepublik Polen zur Verwaltung überlassen. Es wanderten nun Polen zu. Strahlenberg wurde unter der polnischen Ortsbezeichnung „Strzaliny“ verwaltet. Die einheimische Bevölkerung wurde von der polnischen Administration aus Strahlenberg vertrieben.

### Demographie
| Jahr | Einwohner | Anmerkungen |
| ---- | --------- | --- |
| 1783 | –         | adliges Dorf und Vorwerk nebst einer katholischen Filialkirche von Tütz und einer Wassermühle, 25 Feuerstellen (Haushaltungen), im Netzedistrikt, Kreis Krone |
| 1818 | 156       | adliges Dorf |
| 1864 | 415       | davon 32 Evangelische und 383 Katholiken |
| 1910 | 345       | am 1. Dezember, davon 16 Evangelische und 329 Katholiken; zwei Personen mit polnischer Muttersprache                                                          |
| 1925 | 293       | darunter 14 Evangelische und 279 Katholiken und Juden |
| 1933 | 281       | [ 7 ] |
| 1939 | 241       | [ 7 ] |

## Kirche
Die Protestanten der bis 1945 anwesenden Dorfbevölkerung gehörten zum Kirchspiel Tütz.